# Кажипрст
Кажипрст је други по реду прст на руци који се налази између палца и средњег прста. Краћи је од средњег прста, а може бити дужи или краћи од домалог прста, тај однос варира од особе до особе.
Кажипрстом се обичнo усмерава (показује) ка жељеном предмету или особи. У неким културама се кажипрст користи као број 1 када се броји на прсте. Кажипрст окренут нагоре означава ауторитет и баш у том смислу га користи Платон на Рафаеловој слици Атинска школа.